# Li Ching (Schauspielerin)
Li Ching (chinesisch 李菁, Pinyin Lǐ Jīng, W.-G. Lee Ching, Jyutping Lei1 Cing1, Yale Léih Chīng, bürgerlich Li Guoying 李國瑛 / 李国瑛,  Lǐ Guóyīng, Jyutping Lei1 Gwok3jing1; * 8. November 1948 in Shanghai; † aufgefunden am 22. Februar 2018 in Hongkong) war eine chinesische Schauspielerin. Sie war ab Mitte der 1960er Jahre für die Shaw Brothers tätig und zählte zu den beliebtesten und besten Darstellerinnen der Studios mit über 50 Filmen.

## Leben
Li Ching besuchte als Kind eine katholische Schule, wurde jedoch auf ihr Drängen hin im Alter von 14 Jahren von ihren Eltern an der Schauspielschule der Shaw Brothers angemeldet. Das Mädchen erwies sich als sehr begabt und erhielt bald Filmrollen. Sie debütierte im Musical The Dancing Millionairess; weitere Verfilmungen klassischer chinesischer Opernstoffe, sogenannte Huangmei-Oper  a), schlossen sich an. Sie avancierte schließlich zu einem Jungstar der Shaw Brothers, was ihr den Beinamen Baby Queen einbrachte. 17-Jährig spielte sie die Hauptrolle im Film Susanna, ihrem endgültigen Durchbruch als Schauspielerin. Für ihre Darbietung wurde sie mehrfach mit Preisen ausgezeichnet.
Im Film Dead End traf sie zum ersten Mal auf Schauspieler und Martial Artist Ti Lung, mit dem sie einige Zeit liiert war. Nach eigenen Aussagen führt Li Ching auf diese dann unglückliche Liebe ihren späteren Abstieg zurück. Als eine der besten und schönsten Darstellerinnen der Studios feierte sie in den Folgejahren große Erfolge unter dauerhafter Beobachtung durch die mediale Öffentlichkeit.
Li Chings Beziehung zu Ti Lung war den Verantwortlichen der Shaw Brothers ein Dorn im Auge und die Beziehung litt darunter. Schließlich kam die Trennung. In den Folgejahren verfiel Li Ching immer mehr ihrer Spiel-, Drogen- und Alkoholsucht. Später hatte sie diese nach eigenen Angaben überwunden, lebte jedoch fernab der Öffentlichkeit und ohne nennenswerten Kontakt zu ehemaligen Kollegen.
_

## Filmografie (Auswahl)
- 1964: The Dancing Millionairess (萬花迎春 Wànhuā Yíngchūn)
- 1964: The Last Woman of Shang (妲己 Dájǐ)
- 1964: The Female Prince (雙鳳奇緣 Shuāngfèng Qíyuán)
- 1964: The Crimson Palm (血手印 Xuè Shǒuyìn)
- 1964: Between Tears and Laughter (新啼笑姻緣 Xīn Tíxiào Yīnyuán)
- 1964: The Story of Sue San (玉堂春 Yù Tángchūn)
- 1965: The Mermaid (魚美人 Yú Měirén)
- 1967: Susanna (珊珊 Shānshān)
- 1971: The New One-Armed Swordsman / Das Schwert des gelben Tigers (新獨臂刀 Xīn Dúbìdāo)
- 1972: The 14 Amazons / Die Rache der Gelben Tiger (十四女英豪 Shísì Nǚ Yīngháo)

Quelle: Hong Kong Movie Database

## Auszeichnungen
Asian Film Festival
- 1965: Preis in der Kategorie Beste Darstellerin für The Mermaid  (魚美人 Yú Měirén)
- 1967: Preis in der Kategorie Beste Darstellerin für Susanna (珊珊 Shānshān)